# Гаврилов, Пётр Фёдорович
Гаврилов Пётр Фёдорович (1814—1898) — офицер Российского императорского флота, исследователь Охотского моря, участник Амурской экспедиции, участник обороны Петропавловска, капитан-лейтенант.

## Биография
Гаврилов Пётр Фёдорович родился в 1814 году в Санкт-Петербургской губернии в солдатской семье. 6 декабря 1824 года поступил учеником в Штурманское Балтийское училище в Кронштадте. 10 апреля 1827 года переименован в кадеты Первого штурманского полуэкипажа. После окончания обучения, 22 апреля 1834 года произведён в кондукторы корпуса флотских штурманов. В 1834—1843 годах плавал в Балтийском, Северном и Средиземном морях, участвовал в блокаде Дарданелл. 1 апреля 1839 года произведён в прапорщики корпуса флотских штурманов.
В 1843—1845 годах штурманским офицером транспорта «Иртыш» перешёл из Кронштадта в Охотск. 2 февраля 1846 года произведён в подпоручики, с назначением в Охотскую флотилию. В 1846—1849 годах командовал ботом «Кадьяк», занимался описью Охотского моря. 27 августа 1849 года переименован в мичманы. 6 декабря 1850 года произведён в лейтенанты. В 1850—1852 годах командовал транспортом «Охотск», плавал в Охотском море, Амурском лимане и Татарском проливе, участвовал в работах Амурской экспедиции Г. И. Невельского. В 1853 году назначен командиром транспорта «Иртыш». Суровой зимой 1853—1854 года зимовал с экипажем в Императорской гавани (ныне Советская Гавань). 23 апреля 1854 года по-болезни снят с должности и отправлен на лечение.
В июне 1854 года был перечислен из расформированного 46-го Флотского экипажа (Камчатская флотилия) в формирующийся 47-й ФЭ (будущая Сибирская военная флотилия). В ходе Крымской войны участвовал в обороне Петропавловска от англо-французской эскадры. Командовал батареей № 1 на Сигнальном мысе. На вооружении батареи было пять орудий, и в расчётах насчитывалось 64 человека. Во время боя был контужен ядром в ногу и ранен осколком камня в лицо, но не покинул позиции. 1 декабря 1854 года за отличие произведён в капитан-лейтенанты. Весной 1855 года вновь назначен командиром транспорта «Иртыш», участвовал в эвакуации Петропавловского Порта и отражении нападения кораблей англо-французский эскадры в заливе Де-Кастри. В 1856—1857 годах на корвете «Оливуца» перешёл из устья Амура вокруг мыса Доброй Надежды в Кронштадт.
2 декабря 1857 года уволен от службы по болезни чином надворного советника «для определения к статским делам». Служил в Петербургской палате государственных имуществ. С 1865 году — в чине коллежского советника. 6 июля 1896 года уволен на пенсию в чине статского советника.
Умер 15 января 1898 года в Санкт-Петербурге, похоронен на Смоленском православном кладбище.

## Награды
- Орден Святой Анны 3 ст. (1853),
- Орден Святого Владимира 4 ст. с бантом (1854),
- Орден Святого Станислава 2 ст. (1855)[1][2].

## Память
Именем П. Ф. Гаврилова названы залив в Татарском проливе и мыс на о. Сахалин, мыс в заливе Советская Гавань (Японское море).